# I Have a Dream (bài hát)
"I Have a Dream" (tạm dịch: Tôi có một giấc mơ), mà tựa đề khi đang viết là "I Know A Song" và "Take Me In Your Armpit", là một ca khúc thành công của ban nhạc pop Thụy Điển ABBA. Ca khúc được viết bởi Benny Andersson và Bjorn Ulvaeus, được ghi âm trong album năm 1979 của ABBA, Voulez-Vous. Anni-Frid Lyngstad là người hát chính. Phát hành như là một đĩa đơn tháng 12 năm 1979 (với một phiên bản của "Take a Chance on Me"), "I Have a Dream" là dĩa đơn cuối cùng mà ABBA phát hành năm 1997, thập kỷ mà họ thu được thành công về thương mại nhiều hơn bất kỳ loại hình nhạc khác. "I Have a Dream" là bài hát duy nhất của ABBA không chỉ có giọng hát của bốn thành viên mà còn có cả một dàn đồng ca thiếu nhi phụ trợ. "I Have a Dream" được đưa vào tuyển tập ABBA Gold: Greatest Hits, cũng như là nhạc kịch Mamma Mia!.

## Sự tiếp nhận từ công chúng
"I Have a Dream" là một thành công lớn trên toàn cầu, vươn đến vị trí số 1 ở Áo, Bỉ, Thụy Sĩ và Hà Lan, vị trí thứ 2 ở Anh, nới vị trí thứ 1 thuộc dĩa đơn Pink Floyd Another Brick In The Wall (Part 2). "I Have a Dream" lọt vào Top 5 ở Ireland, Cộng hòa Nam Phi và Tây Đức, và nó cũng vươn lên số một trong bảng xếp hạng của tạp chí Adult Contemporary (Canada). Phiên bản tiếng Tây Ban Nha của ca khúc, "Estoy Soñando", vương đến vị trí thứ 15 ở Tây Ban Nha và nằm trong Top 5 ở Argentina và México.
"I Have a Dream" không được phát hành thương mại tại Hoa Kỳ, nhưng được phát thanh qua sóng của Easy Listening và Adult Contemporary, nơi nó trở thành một bài hát được yêu cầu nhiều; ngày nay, nó là ca khúc có mặt ở danh sách nhạc của nhiều đài phát thanh dành cho người trưởng thành. Năm 1981, ca sĩ nhạc Country Gospel, Cristy Lane đã hát lại bài này và nó vươn lên vị trí thứ 15 trong bảng xếp hạng 17 trong Bản danh sách các bài hát đồng quê Hot Country Songs.
Ở vài quốc gia khác, một phiên bản mở rộng của ca khúc "I Have a Dream" xuất hiện trong bộ sưu tập các bài hát của ABBA phát hành năm 2006, Number Ones.

## Vị trí trong bảng xếp hạng
| Bảng xếp hạng (1979/1980)               | Vị trí |
| --------------------------------------- | ------ |
| Bảng xếp hạng đĩa đơn Úc                | 64     |
| Bảng xếp hạng đĩa đơn Áo                | 1      |
| Bảng xếp hạng đĩa đơn Bỉ                | 1      |
| Bảng xếp hạng đĩa đơn Anh               | 2      |
| Bảng xếp hạng Adult Contemporary Canada | 1      |
| Bảng xếp hạng đĩa đơn Síp               | 1      |
| Bảng xếp hạng đĩa đơn Hà Lan            | 1      |
| Eurochart Hot 100 Singles               | 1      |
| Bảng xếp hạng đĩa đơn Pháp              | 42     |
| Bảng xếp hạng đĩa đơn Đức               | 4      |
| Bảng xếp hạng đĩa đơn Ireland           | 2      |
| Bảng xếp hạng đĩa đơn Rhodesian         | 7      |
| Bảng xếp hạng đĩa đơn Nam Phi           | 3      |
| Bảng xếp hạng đĩa đơn Thụy Sĩ           | 1      |

## Các bản hát lại khác
- Một phiên bản ghi âm của ban nhạc hát theo phong cách Dansband Streaplers, với lời tiếng Thụy Điển được viết bởi Ingela Forsman, "Jag har en dröm", đã vươn lên vị trí số một trong Bảng xếp hạng Svensktoppen trong vòng 17 tuần từ 31 tháng 3 - 6 tháng 12 năm 1987.
- Ca sĩ Hy Lạp Nana Mouskouri cũng ghi âm một ca khúc của bài hát này.
- Nhóm nhạc Hawai Makaha Sons cũng ghi âm một bản của ca khúc năm 1994 trong album Ke Alaulau.
- Đôi ca sĩ Ailen Foster & Allen cũng ghi âm lại một phiên bản.
- Ca sĩ Ailen Daniel O'Donnell cũng ghi âm lại một phiên bản
- Một phiên bản được ghi âm bằng nhạc cụ điện bởi H-Hustler có thể tìm thấy trong bộ sưu tập The Electronic Tribute To ABBA
- Một phiên bản song tấu được ghi âm bởi hai ca sĩ Đức Barbara Schöneberger và Mỹ Sydney Youngblood cho bộ sưu tập nhạc tiếng Đức ABBA Mania, dùng trong một chương trình TV đặc biệt.
- Một phiên bản hát lại cũng được ghi âm bởi Connie Talbot trong album song tấu Over the Rainbow.
- Bài hát được sử dụng trong nhạc kịch Mamma Mia! như là một ca khúc hát nền được nhân vật Sophie hát. Nó cũng được sử dụng trong đoạn phim giới thiệu của phim Mamma Mia!
- Chung kết Đường lên đỉnh Olympia năm thứ 12

## Phiên bản Westlife
Westlife phát hành một phiên bản của "I Have a Dream" vào tháng 12 năm 1999, hai mươi năm sau khi phiên bản gốc của ABBA được phát hành. Ca khúc là đĩa đơn quán quân thứ tư ở Anh của nhóm.
Ca khúc là đĩa đơn bán chạy thứ 26 năm 1999 ở Anh.
Năm 2001, ban nhạc ghi âm lại ca khúc với ca sĩ thiếu nhi người Indonesia, Sinna Sherina Munaf, như một phần của chiến dịch gây quỹ của UNICEF.

### Danh sách bài hát
1. I Have a Dream
2. Seasons In The Sun
3. On The Wings Of Love

### Xếp hạng
| Country/Chart             | Peak position |
| ------------------------- | ------------- |
| German Singles Chart      | 24            |
| Irish Singles Chart       | 1             |
| New Zealand Singles Chart | 10            |
| Swedish Singles Chart     | 15            |
| Swiss Singles Chart       | 18            |
| UK Singles Chart          | 1             |
| UK Radio Airplay Chart    | 7             |